# Військо кримськотатарське

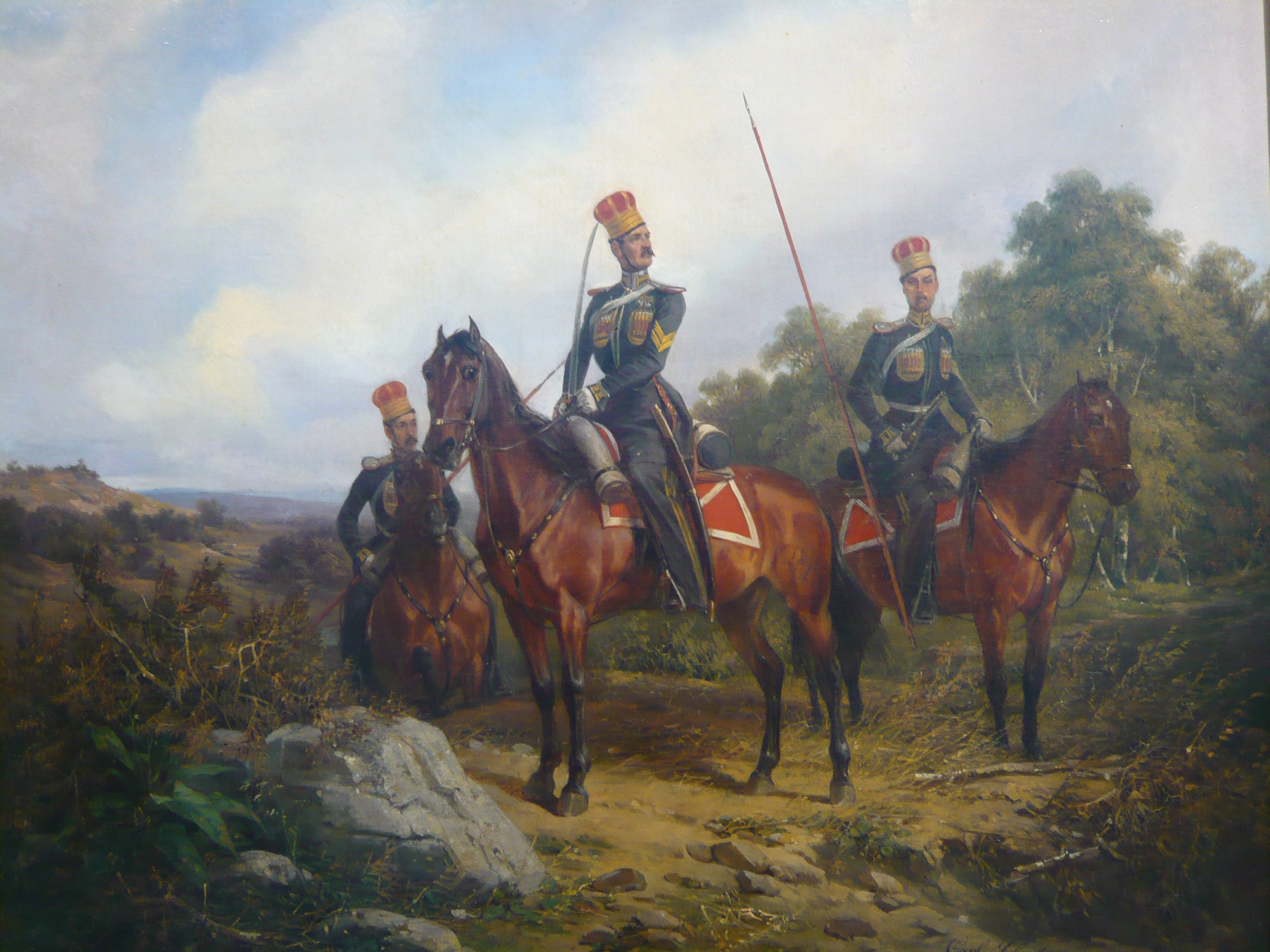
Кримськотатарський ескадрон, 1850 рік

Військо кримськотатарське — умовна назва військових формувань, створених з мешканців Кримського півострова після анексії Криму Російською імперією у 1783 році.
За указом імператриці Катерини II від 1 березня 1784 з населення Криму мало бути сформовано п'ять кримськотатарських дивізіонів (у складі кожного — 7 офіцерів та 200 нижніх чинів). Спочатку створили три дивізіони, а наприкінці 1787 їх об'єднали у два під назвою Таврійського національного кінного війська. 1790 року започатковано ще чотири дивізіони і всіх разом направлено на кордони з Річчю Посполитою. Протягом 1792-96 їх розформували.
1807-08 з ініціативи кримських татар, які бажали утримувати на власні кошти ополчення, було сформовано чотири кінних полки: Сімферопольський, Перекопський, Євпаторійський, Феодосійський. Полки відправлено на кордон з Пруссією. 1812 перші два полки увійшли до складу 1-ї Російської армії, Феодосійський — до 2-ї, Євпаторійський — до 3-ї. Останній активної участі у Війні 1812 не брав через нестачу зброї, а Перекопський та Сімферопольський брали участь у битвах біля Смоленська, Можайська, Бородіно (див. Бородінська битва), Малоярославця, Тарутино (нині село Калузької області, РФ); Феодосійський воював під Кобрином, Пружанами (нині обидва міста Берестейської області, Білорусь), брав участь у Городечанській битві. Після закінчення закордонного походу російської армії 1813-14 полки розформували.
1827 року з кримських татар, які мали бойові відзнаки за колишню військову службу, сформували лейб-гвардії кримськотатарський ескадрон, який зарахували до лейб-гвардії козацького полку. У складі цього полку ескадрон брав участь в облозі міста Варна (Болгарія) під час російсько-турецької війни 1828—1829. Згодом його поділили на дві частини, кожна з яких мала чотири взводи. Одна частина перебувала при лейб-гвардії козацькому полку на службі в Санкт-Петербурзі, інша — у Криму. Нижчі чини ескадрону служили 15 років: один рік у Криму, а 4 роки — у Санкт-Петербурзі й знов так само. Під час Кримської війни 1853—1856 одна частина ескадрону несла службу на узбережжі Балтійського моря, а друга — брала участь у боях на річці Чорній (Крим).
26 травня 1863 ескадрон було ліквідовано, а замість нього в складі Власного Його Величності Олександра II конвою сформовано команду лейб-гвардії кримських татар.
Надалі в складі різних формувань, під різними назвами Військо кримськотатарське проіснувало до початку 20 століття, брало участь у Російсько-турецькій війні 1877—1878, виконувало іншу військову службу.